# 얼 데어 비거스
얼 데어 비거스(Earl Derr Biggers (1884년 8월 26일 ~ 1933년 4월 5일)은 미국의 소설가이자 극작가이다.
그는 중국계 미국인의 탐정 찰스 챈 시리즈를 만든 것으로 유명하다.